# Principi de progressivitat
El principi de progressivitat, en dret tributari i hisenda pública, implica que el tipus de gravamen es funció creixent de la base imposable: açò és, a mesura que creix la capacitat econòmica dels subjectes, creix el percentatge de la seua riquesa o del seu ingrès que l'Estat exigeix en forma de tribut.
El principi de progressivitat i el de proporcionalitat són diferents. En un tribut proporcional, la taxa de gravamen es manté fixa: per tant, el deute tributari creix solament en la mesura que ho fa la capacitat econòmica. D'altra banda, en un tribut progressiu creix la taxa de gravamen al augmentar l'ingrés brut o la capacitat econòmica, normalment amb el límit del principi de no confiscatorietat.
La progressivitat fiscal uneix a la funció recaptatòria altres com la de redistribució de la renda.
En el cas espanyol, la Constitució del 1978 estableix que el sistema tributari espanyol ha de seguir aquest principi.